# ساندرين هولت
ساندرين هولت (بالإنجليزية: Sandrine Holt)‏ هي عارضة وممثلة كندية وبريطانية، ولدت في 19 نوفمبر 1972 بلندن في المملكة المتحدة. بدأت مشوارها المهني سنة 1985.

## أعمال

### أفلام
- (2004)  نهاية العالم[5]
- (2012)  الصحوة[6]
- (2012)  الجزاء[7]
- (2015) تيرميناتور جنسايس[8][9][10][11]

### مسلسلات
- 24
- السيد روبوت
- بيت البطاقات
- ميامي
- ماكجايفر

## وصلات خارجية
- ساندرين هولت على موقع IMDb (الإنجليزية)
- ساندرين هولت على موقع ألو سيني (الفرنسية)
- ساندرين هولت على موقع أول موفي (الإنجليزية)
- ساندرين هولت على موقع قاعدة بيانات الأفلام السويدية (السويدية)
- ساندرين هولت على موقع إن إن دي بي (الإنجليزية)
- ساندرين هولت على موقع قاعدة بيانات الفيلم (الإنجليزية)
- ساندرين هولت على موقع كينوبويسك (الروسية)